# Ostatni zachód słońca
Ostatni zachód słońca – amerykański western z 1961 roku na podstawie powieści Howarda Rigsby'ego.

## Główne role
- Rock Hudson – Dan Stribling
- Kirk Douglas – Brendan Bren O’Malley
- Dorothy Malone – Belle Breckenridge
- Joseph Cotten – John Breckenridge
- Carol Lynley – Melissa Missy Breckenridge
- Neville Brand – Frank Hobbs
- Regis Toomey – Milton Wing
- James Westmoreland – Julesburg Kid
- Adam Williams – Calverton
- Jack Elam – Ed Hobbs

## Fabuła
Szeryf Dan Stribling (Rock Hudson) ściga Brendana O’Malleya (Kirk Douglas), który zabił jego szwagra. Ten przebywa na farmie Breckenridge’ów w Meksyku, gdzie spotyka swoją dawną miłość Bellę (Dorothy Malone). Ta ma męża i 16-letnią córkę Missy, która zakochuje się w O’Malleyu. Na farmę trafia też Stribling. O’Malley proponuje mu układ – swoje porachunki wyrównają w Ameryce, w zamian pomogą farmerom w spędzie bydła do Teksasu. Podczas wędrówki ginie John Breckenridge, mąż Belli, a nią jest zainteresowany Stribling. Po dotarciu do celu O’Malley i Stribling stają do pojedynku.